# Ceraphron compactus
Ceraphron compactus är en stekelart som beskrevs av Paul Dessart 1975. Ceraphron compactus ingår i släktet Ceraphron och familjen pysslingsteklar. Inga underarter finns listade i Catalogue of Life.